# A vasgyáros (film, 1919)
A vasgyáros (eredeti angol címe  ) 1919-ben bemutatott olasz némafilm, rendezte Eugenio Perego. A Georges Ohnet azonos című (franciául Le Maitre des forges, 1882) regénye alapján készült filmet Magyarországon 1921-ben mutatták be.

## Cselekménye
Három ház – három világ: az arisztokrata Beaulieu gróf családja; Moulinet, a hirtelen meggazdagodott kakaógyáros és leánya, Athenais; a harmadik ház lakója Philippe Derblay, a vasgyáros és huga, Susanne.
A Beaulieu családot súlyos csapás érte. Vagyonuk elúszott, az anyagi romlás sírba dönti az idős grófot, a grófnő titkolja leányuk, Claire előtt tönkrejutásukat. Bligny herceg ezalatt a rulett mellett tölti éjszakáit, és könnyelmű életmódja arra készteti, hogy gazdag leány után nézzen. Nem törődik Claire őszinte szerelmével és hamarosan eljegyzi Moulinet kakaógyáros lányát, Athenais-t. A büszke Claire grófkisasszony, aki a nevelőintézetben arisztokratikus gőggel nézte le Athenais-t, a polgárlányt, elkeseredésében és megaláztatásában az újgazdag vasgyárosnak nyújtja kezét. Lelkiereje azonban csak a nászéjszakáig tart: nem engedi férjének, hogy közeledjen hozzá. Képzelt gazdagságában nagylelkűen felkínálja neki hozományát, mindenét, csak önmagát nem.
Fivére, az ifjú Beaulieu időközben beleszeret a vasgyáros, Philippe Derblay bájos húgába, Susanne-ba és kéri a lány apjától a házassághoz való hozzájárulását. A vasgyáros nemet mond: elég a családban egy boldogtalan ember is, ő maga. Beaulieu azonban félreérti az ellenkezést és elragadtatja magát, szenvedélyesen kérdi a vasgyárostól, vajjon a grófi család elszegényedése miatt akadályozza-e meg boldogságukat? Claire döbbenten hallja fivére kifakadását; csak most érti meg, hogy hozománya nem is volt, és hogy férje őt nem a pénzéért vette el. 
Athenais-t megszédítette a hercegi fényűzés. Ahogyan korábban sikerült neki Claire-től a vőlegényt, most megpróbálja a feleségtől a férjet elhódítani. A két férfi között párbajra kerül sor. Claire ijedten a párbaj színhelyén terem, a herceg elé veti magát, a golyó őt éri, és meghal.

## Szereplők
- Luigi Serventi – Bligny herceg
- Maria Caserini – Beaulieu gróf
- Amleto Novelli – Philippe Derblay
- Myriam De Gaudi – Susanne Derblay
- Pina Menichelli – Claire de Beaulieu
- Lina Millefleurs – Athenais Moulinet